# MX Superfly
MX Superfly featuring Ricky Carmichael , sorti sous le nom de MX Super Fly dans les régions PAL, est un jeu de course de motocross développé par Pacific Coast Power & Light et publié par THQ pour Xbox , PlayStation 2 et GameCube . Il s'agit du deuxième volet de la trilogie MX de THQ et d'une suite de MX 2002 featuring Ricky Carmichael, obtenant l'approbation du pilote de motocross professionnel Ricky Carmichael comme son prédécesseur.
THQ a sorti un troisième jeu MX en 2004, intitulé MX Unleashed et développé par sa filiale nouvellement acquise Rainbow Studios , l'éventuel créateur de la série MX vs. ATV qui sert de croisement avec la série ATV Offroad Fury de Sony .

## GamePlay
Les joueurs peuvent créer leur propre pilote MX masculin ou féminin et jouer dans deux modes : course ou freestyle,.  Le premier consiste en des courses contre des coureurs adverses contrôlés par l'intelligence artificielle , tandis que le second consiste en des niveaux se déroulant dans divers environnements où le joueur doit accomplir de manière indépendante certains défis.  Il est également possible de jouer avec un ami en multijoueur en écran partagé , et la version Xbox proposait exclusivement du contenu téléchargeable composé de bandes sonores, de pilotes et de motos supplémentaires qui pouvaient être achetés sur le service Xbox Live.

## Réceptions
| Score global                        | Score global | Score global | Score global |
| ----------------------------------- | ------------ | ------------ | ------------ |
| Agrégateur                          | Score        | Score        | Score        |
| Agrégateur                          | GC           | PS2          | Xbox         |
| Métacritique                        | 76/100       | 76/100       | 74/100       |
| Notes d'évaluation                  |              |              |              |
| Publication                         | Score        | Score        | Score        |
| Publication                         | GC           | PS2          | Xbox         |
| Game Electric Monthly               | 7,5/10       | 7,5/10       | 7,5/10       |
| Game Informater                     | 7/10         | 7,25/10      | N / A        |
| GameSpot                            | 7,9/10       | 7,9/10       | 7,9/10       |
| GameZone                            | 7,8/10       | 7,7/10       | 8,7/10       |
| IGN                                 | 8,5/10       | 8.4/10       | 8.2/10       |
| Nintendo Power                      | 3.2/5        | N / A        | N / A        |
| Magazine officiel Xbox (États-Unis) | N / A        | N / A        | 7,4/10       |

The GameCube and PlayStation 2 versions received "generally favorable reviews", while the Xbox version received above-average reviews, according to the review aggregation website Metacritic,,.